# Sauvolle
El sieur de Sauvolle (c. 1671-1701) también conocido como M. De Sauvolle o Sauvole, conocido solo por su apellido, fue el primer gobernador del territorio francés de Luisiana. Acompañó a los hermanos Iberville y Bienville en su primer viaje a Luisiana en 1699, y sus exploraciones hacia el interior; el 2 de mayo de 1699 fue nombrado comandante del nuevo Fort Maurepas; en enero de 1700 se convirtió en el gobernador del territorio. Su revista es una de las primeras fuentes para la historia de la región. Murió de repente, de la fiebre o de un paro cardíaco repentino, el 21 de agosto de 1701. 
A pesar de la supervivencia de sus entradas de diario y las revistas de Iberville, casi nada se sabe acerca de Sauvolle: ni su ascendencia ni el año de su nacimiento, ni siquiera la mayor parte de su nombre. Iberville lo menciona como "M. De Sauvolle" cuando también menciona a su "hermano De Bienville". Las declaraciones de varios historiadores de que su nombre de pila fue Antoine, o, alternativamente, François-Marie, o que era sieur de la Villantry o que él era un hermano de Iberville y Bienville, son meras afirmaciones no respaldadas por múltiples fuentes.
- Datos: Q1751411